# دوسن نوكس
دوسن نوكس (بالإنجليزية: Dawson Knox)‏ هو لاعب كرة قدم أمريكية أمريكي، ولد في 4 نوفمبر 1996 في برينتوود في الولايات المتحدة.

## وصلات خارجية
- دوسن نوكس على موقع إي إس بي إن.كوم (أن.أف.أل)3
- دوسن نوكس على موقع مرجع كرة القدم المحترفة.كوم (الإنجليزية)
- دوسن نوكس على موقع كلية كرة القدم في سبورتس رفرنس.كوم (الإنجليزية)